# Vladino središte za komunikacije (UK)
Vladino središte za komunikacije (eng.: Government Communications Headquarters, GCHQ) je služba zadužena za nadzor komunikacija u Ujedinjenom Kraljevstvu. GCHQ je osnovano nakon Prvog svjetskog rata 1919. godine kao Vladina škola za kodove i šifre (eng.: Government Code and Cypher School) i pod tim je imenom djelovala sve do 1946. godine. Za vrijeme Drugog svjetskog rata je bila smještena u Bletchley Parku i bila zaslužna za dešifriranje Enigme. 
GCHQ se sastoji od dva dijela: Spregnute signalne organizacije (eng.: Composite Signals Organisation, CSO) zadužene za nadzor i presretanje komunikacije i od Nacionalnog središta za kibernetičku sigurnost (eng.: National Cyber Security Centre, NCSC) koje je zaduženo za zaštitu komunikacije unutar Ujedinjenog Kraljevstva. Sjedište GCHQ je u Cheltenhamu. 
GCHQ je dio britanske obavještajne zajednice zajedno sa sigurnosnom službom MI5, obavještajnom službom MI6 i obrambenom obavještajnom službom DI.

## Ravnatelji
| Ravnatelj                    | Razdoblje     |
| ---------------------------- | ------------- |
| Alastair Denniston           | 1921. – 1942. |
| Sir Edward Travis            | 1942. – 1952. |
| Sir Eric Jones               | 1952. – 1960. |
| Sir Clive Loehnis            | 1960. – 1964. |
| Sir Leonard Hooper           | 1965. – 1973. |
| Sir Arthur Bonsall           | 1973. – 1978. |
| Sir Brian John Maynard Tovey | 1978. – 1983. |
| Sir Peter Marychurch         | 1983. – 1986. |
| Sir John Anthony Adye        | 1989. – 1996. |
| Sir David Omand              | 1996. – 1997. |
| Sir Kevin Tebbit             | 1998. – 1998. |
| Sir Francis Richards         | 1998. – 2003. |
| Sir David Pepper             | 2003. – 2008. |
| Sir Iain Lobban              | 2008. – 2014. |
| Robert Hannigan              | 2014. – 2017. |
| Jeremy Fleming               | 2017. -       |

## Poveznice
- MI5, sigurnosna služba Ujedinjenog Kraljevstva
- MI6, obavještajna služba Ujedinjenog Kraljevstva
- DI, obrambena obavještajna služba Ujedinjenog Kraljevstva
- NSA, američka služba za nadzor komunikacija
- Postrojba 8200, izraelska služba za nadzor komunikacija
- SOA, hrvatska sigurnosno-obavještajna služba

## Vanjske poveznice
- Službena stranica